# KZ-Außenlager Kiel
Das KZ-Außenlager Kiel war ein temporäres Außenlager des KZ Neuengamme. Das Lager der SS bestand von Juli bis September 1944.
Aus den Konzentrationslagern stellte die SS häufig für verschiedene Arbeitseinsätze Häftlingsgruppen zusammen, die außerhalb des Lagers Zwangsarbeit zu verrichten hatten. Diese Arbeitskommandos wurden auch Außenkommando genannt. Dementsprechend schickte die SS ab Juli 1944 im Rahmen der Organisation Todt etwa 50 Häftlinge nach Kiel. Dieses Außenkommando wurde für Aufräumarbeiten im Kieler Stadtgebiet eingesetzt (z. B. Bombenräumung). Die 50 Häftlinge aus Neuengamme nächtigten in diesen Monaten an einem provisorisch eingerichteten Ort außerhalb des Hauptlagers, wurden jedoch noch im selben Jahr, vermutlich im September, ins KZ Neuengamme zurückversetzt.
Ebenfalls im Kieler Raum befand sich das Arbeitserziehungslager Nordmark, das jedoch bis Kriegsende 1945 bestand. Umgangssprachlich wurde es auch als „KZ Russee“ oder „KZ Kiel-Russee“ bezeichnet, gelegentlich kommt es dadurch zu Verwechslungen.